# Горман, Уиллис Арнольд
Уиллис Арнольд Горман (англ. Willis Arnold Gorman; 12 января 1816, Флеменсберг, Кентукки — 20 мая 1876, Сент-Пол, Миннесота) — американский юрист, политик и военный, участник мексиканской войны. Второй губернатор Миннесоты и член палаты представителей США от Индианы. Участник гражданской войны в звании полковника и бригадного генерала.

## Ранние годы
Горман родился в кентуккийском Флеменсберге, в семье Дэвида и Элизабет Горман, которые имели ирландское происхождение. В 1835 году семья переехала в Блумингтон, Индиана, где Горман окончил юридическую школу при Индианском университете и стал практикующим юристом. В январе 1836 года он женился на марте Стоун (1819—1864), которая так же переехала в Блумингтон из Кентукки. С 1837 года Горман заинтересовался политикой и стал клерком в сенате Индианы. С 1841 по 1844 годы он был членом палаты представителей штата Индиана.
В 1846 году началась война с Мексикой и Горман поступил добровольцем в армию. Он записался в рядовые, но скоро стал майором 3-го Индианского пехотного полка. Он командовал батальоном этого полка в сражении при Буэна-Виста, где получил тяжёлое ранение. Когда срок его службы истёк, Горман записался на новый срок и был назначен полковником 4-го Индианского полка. Он участвовал во взятии Хуамантлы и в ряде мелких боёв под командованием генерала Джозефа Лэйна. В 1848 году он некоторое время был гражданским и военным губернатором Пуэблы, но вскоре вернулся в Индиану.
С 4 марта 1849 по 3 марта 1853 Горман был членом Сената США от Индианы.
15 мая 1853 года президент Пирс назначил Гормана губернатором Территории Миннесота. Он пробыл в этой должности до 23 апреля 1857 года. За время правления он предпринял неудачную попытку перенести столицу Территории из Сент-Пола в Сент-Питер. Впоследствии он несколько лет работал юристом в Сент-Поле, а с 11 мая 1858 по январь 1859 года служил в палате представителей Миннесоты.

## Гражданская война
Когда началась гражданская война, Горман вернулся в армию и стал полковником 1-го Миннесотского пехотного полка. 26 июня 1861 года полк был включён в состав Вашингтонского департамента (которым командовал Джозеф Мансфилд), а 3 июля полк перевели в состав дивизии Хейнцельмана, в бригаду Уильяма Франклина. 16 июля бригада начала марш к Манассасу, а 21 июля участвовала в первом сражении при Булл-Ран. Когда был захвачен холм Мэтьюз, командование приказало выдвинуть на холм Генри батарею Рикеттса, а полк Гормана и 11-й Нью-Йоркский полк были посланы на её прикрытие. Полк Гормана встал правее батареи. В 15:00 генерал Хейнцельман приказал полкам атаковать и 1-й Миннесотский вступил в перестрелку с противником, но федеральные полки, сделав несколько залпов, стали отступать. Чуть позже кавалерия Джеба Стюарта атаковала 11-й Нью-Йоркский и, возможно, часть 1-го Миннесотского. После этой атаки 1-й Миннесотский полк полностью утратил боеспособность и более не участвовал в сражении. В том бою полк потерял 49 человек убитыми, 107 ранеными и 34 пропавшими без вести.
7 сентября 1861 года Горман получил звание бригадного генерала и стал командовать бывшей бригадой Чарльза Стоуна, который возглавил дивизию. Эта бригада насчитывала пять пехотных полков:
- 34-й Нью-Йоркский пехотный полк, полковник Уильям Ла-Дью
- 42-й Нью-Йоркский пехотный полк, полковник Мильтон Когсвелл
- 2-й Нью-Йоркский полк ополчения, полковник Томпкинс
- 1-й Миннесотский пехотный полк, полковник Наполеон Дэйн
- 15-й Массачусетский пехотный полк, полковник Чарльз Дивенс

20 октября генералу Стоуну было приказано провести рекогносцировку в направлении Лисберга. Стоун приказал Горману занять позицию у переправы Эдвардс-Ферри, а затем отправил за Потомак 100 человек 1-го Миннесотского полка, а затем и весь 15-й Массачусетский полк. Эти полки оказались втянуты в сражение, которое стало известно как сражение при Бэллс-Блафф.
Бригада Гормана прослужила в дивизии Стоуна до февраля 1862 года. 9 февраля Стоун был арестован и отстранён от командования, и дивизию возглавил Джон Седжвик. Когда в марте 1862 года были сформированы корпуса Потомакской армии, дивизия Седжвика стала 2-й дивизией II корпуса. В составе этого корпуса бригада Гормана прошла сражения Кампании на полуострове в мае-июле 1862 года, хотя ввиду его болезни бригадой часто командовал полковник Альфред Салли. (42-й Нью-Йоркский в начале года был передан в бригаду Дэйна)
В составе дивизии Седжвика бригада приняла участие в Мэрилендской кампании и в сражении при Энтитеме. Около 09:00 генерал Самнер направил в бой дивизию Седжвика, которая была построена в три линии: первой шла бригада Гормана, за ней бригада Дэйна, а за ней бригада Ховарда. Историк Рафьюз писал, что Самнер ранее служил в кавалерии, поэтому не подумал о прикрытии флангов дивизии. В линии бригады Гормана шли три полка: 1-й Миннесотский, 82-й Нью-Йоркский и 15-й Массачусетский, а 34-й Нью-Йоркский полк потерял связь с бригадой. Бригада перешла Хагерстаунскую дорогу, вошла в лес Вествуд и у фермы Поффенбергера встретила остатки бригады Каменной стены (бригады Уиндера-Григсби), к которой присоединилась бригада Сэмса. Началась перестрелка, которая привела к тяжёлым потерям с обеих сторон. В это время с юга во фланг дивизии Седжвика вышла дивизия Маклоуза, бригады Барксдейла и Андерсона. Ховард и Дэйн попытались развернуть бригады для прикрытия фланга, но было уже поздно; обе бригады были обращены в бегство, что поставило Гормана к критическое положение, особенно его левый полк (15-й Массачусетский).
Горман писал в рапорте, что в этом бою его бригада потеряла 758 человек из 2000.
29 октября 1862 года Горман был переведён в Арканзас, а его бригаду принял генерал Альфред Салли.

## Послевоенная деятельность
В 1864 году Горман оставил армию и вернулся к юридической практике в Сент-Поле. В 1869 году он был избран муниципальным адвокатом. Он оставался на этой должности до своей смерти в 1876 году. Его похоронили на кладбище Окланд-Семетери в Сент-Поле.